# Moombahton
Moombahton ist ein aus House und Reggaeton entstandenes Fusionsgenre. Der Erste, der Musik in diesem Bereich produzierte, war Dave Nada (mit Geburtsnamen David Villeagas) im März 2010 in Washington, D.C.

## Merkmale
Musikalisch gesehen ist Moombahton hauptsächlich Dutch House bzw. Electro House, der im üblichen Tempo des Reggaeton (etwa 108 bis 115 bpm) gespielt wird und dessen spezifischen Perkussionselemente miteinbezieht. Zu den weiteren Merkmalen gehören „fette Basslines, dramatische Build-ups, der 2-Step und schnelle Trommel-Fills“.
Im Laufe der Zeit bekam das Genre immer wieder Einflüsse orientalischer Musik. So kommen häufig Holzblasinstrumente wie Klarinetten zum Einsatz. Auch Einflüsse der Dancehall- und Afro-Musik spielen eine Rolle. 
Aus Moombahton formten sich Subgenres wie Moombahcore und Moombahsoul.

## Herkunft
Dave Nada sollte auf einer Party seines jüngeren Cousins im Herbst 2009 als DJ fungieren. Dort bemerkte er allerdings, dass die Leute dort zu Bachata und Reggaeton anstatt zu House und anderen Genres der elektronischen Tanzmusik tanzten. Er hatte Musik in diesen Stilrichtungen eingeplant. Also versuchte er, etwas dazwischen herauszusuchen und entschied sich für Afrojacks Remix von Silvio Ecomos & Chuckies Moombah, bei dem er die Beats-per-minute-Zahl von 128 auf 108 senkte. So entstand aus dem Titel dieses Tracks und dem Stilbegriff Reggaeton das Kofferwort Moombahton. Zwischen Herbst 2009 und Frühling 2010 nahm Nada schließlich eine Extended Play auf. Bei der Promotion halfen ihm Tittsworth und DJ Ayres.

## Beispiele
Das australische Produzenten-Duo Knife Party schrieb mit Sleaze (feat. MistaJam), der auf ihrer EP Rage Valley enthalten ist, einen kommerziell erfolgreichen Moombahton-Track. Diplos EP Express Yourself (2012) besteht ausschließlich aus Moombahton-Produktionen. Dillon Francis konnte als erster Produzent mit einer Moombahton-EP Platz eins der Beatport-Charts erreichen. Something, Something Awesome stieg auf der Spitzenposition ein.
Im Hit Magenta Riddim von DJ Snake zeigt sich ein klarer Bezug zu indischer, von Panjabi MC inspirierten Musik.